# Лауреаты Государственной премии Российской Федерации за 1994 год

## Лауреаты в области литературы и искусства

### В области литературы
За книги последних лет: «Авсоний. Стихотворения», «Русские стихи 1890—1925 гг. в комментариях»
- Гаспаров, Михаил Леонович, филолог.

За сборник стихотворений «Белые стихи»
- Левитанский, Юрий Давидович, поэт.

За «Записки об Анне Ахматовой»
- Чуковская, Лидия Корнеевна, писательница.

### В области архитектуры
За здание жилого многофункционального комплекса «Парк Плейс» в Москве
- Белопольский, Яков Борисович (посмертно), руководитель авторского коллектива,
- Вавакин, Леонид Васильевич, архитектор,
- Лютомский, Николай Вадимович, архитектор,
- Юксель, Эрдемир, архитектор,
- Месбург, Борис Самуилович, инженер-конструктор.

За совершенствование типов высококлассных гостиниц в историческом центре Санкт-Петербурга: здания гостиницы «Невский Палас»
- Земцов, Юрий Исаевич, руководитель авторского коллектива,
- Барановский, Михаил Викторович, архитектор,
- Барвицкий, Евгений Альфредович (посмертно), архитектор,
- Кондиайн, Михаил Олегович, архитектор,
- Поповская, Нина Игоревна, архитектор.

За совершенствование типов высококлассных гостиниц в историческом центре Санкт-Петербурга: здания гостиницы «Гранд Отель Европа»
- Струзман, Виктория Эммануиловна, руководитель авторского коллектива, архитектор,
- Панфилов, Петр Филиппович, инженер-конструктор.

### В области дизайна
За коллекцию холодного оружия, выполненную в технике златоустовской гравюры на стали
- Зимин, Валерий Михайлович, художник-гравёр.
- Исмагилов, Ринат Фазлетдинович, художник-гравёр.
- Чернов, Сергей Федорович, художник-гравёр.
- Шаланов, Александр Георгиевич, художник-гравёр.
- Котов, Сергей Геннадьевич, мастер-оружейник.
- Кучур, Сергей Владимирович, мастер-оружейник.
- Маркитанов, Сергей Александрович, мастер-оружейник.
- Щербаков, Александр Иванович, мастер-оружейник.

За формирование гармоничной среды деятельности и организацию интерьеров здания филиала акционерного банка «Инкомбанк» в Москве
- Медиевский, Семён Михайлович, архитектор.
- Вайнштейн, Григорий Семёнович, инженер-конструктор.
- Ламдон, Семён Ефимович, инженер-конструктор.
- Ляховицкая, Маргарита Александровна, инженер-конструктор.

### В области изобразительного искусства
За создание школы иконописи
- Зинон (Теодор), священнослужитель, иконописец.

За мозаичное убранство храма Спаса Преображения в Тушино (Москва)
- Корноухов, Александр Давыдович, художник-монументалист.
- Курило, Леонид Григорьевич, художник-монументалист.
- Царёв, Александр Иванович, художник-монументалист.
- Шаховский, Дмитрий Михайлович, художник-монументалист.
- Шаховский, Иван Дмитриевич, художник-монументалист.

За художественное оформление спектаклей последних лет в Государственном академическом Большом театре России: оперы—балета «Млада» Н. А. Римского-Корсакова, опер «Орлеанская дева» П. И. Чайковского, «Князь Игорь» А. П. Бородина, балета «Корсар» А. Адана и Ц. Пуни
- Левенталь, Валерий Яковлевич, художник театра.

За искусствоведческие работы по русскому искусству конца XIX—начала XX веков
- Сарабьянов, Дмитрий Владимирович, искусствовед.

### В области киноискусства
За роли в художественных фильмах последних лет
- Гурченко, Людмила Марковна, артистка кино.

За хроникально-документальный фильм «Беловы»
- Косаковский, Виктор Александрович, кинорежиссёр.

За мультипликационные фильмы последних лет: «Корова», «Сон смешного человека»
- Петров, Александр Константинович, автор сценариев, кинорежиссёр, художник.

### В области музыкального искусства
За концертные программы Академического симфонического оркестра Новосибирской филармонии 1990—1994 годов
- Кац, Арнольд Михайлович, дирижер.

За оперные спектакли последних лет
- Покровский, Борис Александрович, режиссёр.

За «Песнопения и молитвы» для большого смешанного хора
- Свиридов, Георгий Васильевич, композитор,
- Чернушенко, Владислав Александрович, дирижер.

### В области театрального искусства
За роль Подколесина в спектакле Иркутского театра драмы имени Н. П. Охлопкова «Женитьба» по пьесе Н. В. Гоголя
- Венгер, Виталий Константинович, артист.

За спектакль Творческого центра имени Вс. Мейерхольда «Нумер в гостинице города NN» (Н. В. Гоголь «Мёртвые души»)
- Фокин, Валерий Владимирович, режиссёр-постановщик,
- Великанов, Александр Александрович, художник-постановщик,
- Бакши, Александр Моисеевич, композитор,
- Леонтьев, Авангард Николаевич, исполнитель роли Чичикова.

За спектакль Государственного академического театра имени Евг. Вахтангова «Без вины виноватые» по пьесе А. Н. Островского.
- Фоменко, Пётр Наумович, режиссёр-постановщик.
- Сельвинская, Татьяна Ильинична, художник-постановщик.
- Борисова, Юлия Константиновна, исполнительница главной роли.
- Максакова, Людмила Васильевна, исполнительница главной роли.
- Волынцев, Юрий Витальевич, исполнитель главной роли.
- Князев, Евгений Владимирович, исполнитель главной роли.
- Шалевич, Вячеслав Анатольевич, исполнитель главной роли.
- Яковлев, Юрий Васильевич, исполнитель главной роли.

### В области эстрадного искусства
За концертные программы последних лет
- Пугачёва, Алла Борисовна, певица.

## Лауреаты в области науки и техники
За цикл работ «Динамика сложных механических систем»
- Журавлёв, Виктор Филиппович, член-корреспондент Российской академии наук, главный научный сотрудник Института проблем механики Российской академии наук.
- Климов, Дмитрий Михайлович, академик, директор.
- Маркеев, Анатолий Павлович, доктор физико-математических наук, ведущий научный сотрудник, — работник того же института.
- Козлов, Валерий Васильевич, доктор физико-математических наук, главный учёный секретарь Московского государственного университета имени М. В. Ломоносова.

За цикл работ «Кодируемый вирусом межклеточный транспорт инфекции и устойчивость растений к вирусам»
- Атабеков, Иосиф Григорьевич, академик, заведующий кафедрой Московского государственного университета имени М. В. Ломоносова, руководитель работы.
- Малышенко, Светлана Ивановна, кандидат биологических наук, старший научный сотрудник.
- Тальянский, Михаил Эммануилович, доктор биологических наук, заведующий сектором, — работник того же университета;
- Дорохов, Юрий Леонидович, доктор биологических наук, ведущий научный сотрудник Научно-исследовательского института физико-химической биологии имени А. Н. Белозерского Московского государственного университета имени М. В. Ломоносова.

За селекцию зимостойких слаборослых подвоев яблони, их размножение и технологии возделывания интенсивных садов
- Дубовик, Владимир Анатольевич, директор учебного хозяйства Мичуринской государственной сельскохозяйственной академии.
- Потапов, Виктор Александрович, доктор сельскохозяйственных наук, заведующий кафедрой той же академии;
- Будаговский, Валентин Иванович, доктор сельскохозяйственных наук (посмертно).
- Коровин, Владимир Александрович, доктор сельскохозяйственных наук (посмертно).

За разработку технологии и создание промышленного производства ультрадисперсных алмазов
- Козырев, Николай Владимирович, кандидат технических наук, начальник лаборатории научно-производственного объединения «Алтай».
- Комаров, Виталий Фёдорович, кандидат химических наук, заместитель генерального директора.
- Петров, Евгений Анатольевич, кандидат технических наук, начальник отдела.
- Пругов, Владимир Павлович, начальник лаборатории.
- Сакович, Геннадий Викторович, академик, генеральный директор, — работник того же объединения;
- Лукьянчиков, Леонид Александрович, доктор физико-математических наук, заведующий лабораторией Института гидродинамики имени М. А. Лаврентьева Сибирского отделения Российской академии наук.
- Титов, Владимир Михайлович, академик, директор того же института;
- Ставер, Анатолий Михайлович, доктор физико-математических наук, ректор Красноярского государственного технического университета.

За научное обоснование и открытие нефтегазоносности докембрия Сибирской платформы
- Трофимук, Андрей Алексеевич, академик, почётный директор Объединённого института геологии, геофизики и минералогии Сибирского отделения Российской академии наук, руководитель работы.
- Конторович, Алексей Эмильевич, академик, заместитель генерального директора того же института;
- Бакин, Валерий Евгеньевич, кандидат геолого-минералогических наук, бывший главный геолог совместного саха-австрийского предприятия «ТАКТ»;
- Мандельбаум, Марк Миронович, доктор геолого-минералогических наук, главный геолог Государственного геологического предприятия «Иркутскгеофизика»;
- Рыбьяков, Борис Леонидович, кандидат геолого-минералогических наук, главный геолог Государственного геологического предприятия «Востсибнефтегазгеология»;
- Самсонов, Владимир Викторович, доктор геолого-минералогических наук, главный научный сотрудник Всероссийского нефтяного научно-исследовательского геолого-разведочного института;
- Стаценко, Леонид Антонович, главный геолог Государственного геологического предприятия «Енисейнефтегазгеология»;
- Сурков, Виктор Семёнович, академик, директор Сибирского научно-исследовательского института геологии, геофизики и минерального сырья.

За цикл работ «Теория и методы синтеза новых типов обратных связей для управления неопределенными динамическими объектами»
- Емельянов, Станислав Васильевич, академик, директор Института системного анализа Российской академии наук.
- Коровин, Сергей Константинович, доктор технических наук, ведущий научный сотрудник того же института.

За разработку метода научной реставрации средневековых пергаментных рукописей и реставрацию уникальных рукописных памятников из собраний России
- Иванова, Антонина Васильевна, бывшая заведующая лабораторией Государственного научно-исследовательского института реставрации.
- Мокрецова, Инна Павловна, доктор искусствоведения, заведующая отделом.
- Ребрикова, Наталья Львовна, кандидат биологических наук, заведующая лабораторией.
- Серов, Юрий Фёдорович, художник-реставратор, — работник того же института;
- Быкова, Галина Захаровна, заведующая отделом Всероссийского художественного научно-реставрационного центра имени академика И. Э. Грабаря.
- Петрова, Наталья Львовна, художник-реставратор.
- Рогозина, Татьяна Борисовна, художник-реставратор, — работник того же центра;
- Марготьева, Алевтина Рафаиловна (посмертно).

За разработку теоретических основ селекции, создание и внедрение в производство скороспелых, высокоурожайных, комплексно-ценных сортов гречихи
- Мартыненко, Галина Ефимовна, кандидат сельскохозяйственных наук, старший научный сотрудник Всероссийского научно-исследовательского института зернобобовых и крупяных культур Российской академии сельскохозяйственных наук.
- Фесенко, Николай Валерьянович, доктор сельскохозяйственных наук, заведующий лабораторией того же института;
- Кадырова, Фануса Загитовна, руководитель группы научно-производственного объединения «Нива Татарстана».
- Петелина, Наталия Николаевна, кандидат сельскохозяйственных наук, научный консультант того же объединения.

За создание и освоение серийного производства плавающих двухзвенных гусеничных транспортеров высокой проходимости и большой грузоподъемности ДТ-10П и ДТ-30П
- Долинин, Герман Васильевич, начальник сектора Всероссийского научно-исследовательского института транспортного машиностроения;
- Зазулин, Николай Афанасьевич, начальник Главного управления Министерства обороны Российской Федерации;
- Николаенко, Владимир Петрович, заместитель начальника Главного управления Госкомоборонпрома России;
- Савельев, Владимир Иванович, директор Ишимбайского завода транспортного машиностроения.
- Семёнов, Виктор Васильевич, токарь.
- Чахеев, Андрей Леонидович, главный металлург.
- Челпановский, Анатолий Фёдорович, начальник конструкторского бюро, — работник того же завода;
- Солоненко, Анатолий Викторович, инженер-конструктор Рубцовского машиностроительного завода.

За цикл работ по физиологии вегетативной (автономной) нервной системы, опубликованных в 1966—1992 годах
- Ноздрачев, Александр Данилович, член-корреспондент Российской академии наук, заведующий кафедрой Санкт-Петербургского государственного университета.

За разработку и внедрение замкнутой бессточной системы водооборота на Селенгинском целлюлозно-картонном комбинате
- Гейдебрехт, Владимир Оттович, президент акционерного общества «Селенгинский целлюлозно-картонный комбинат».
- Намсараев, Анатолий Хамхалович, ведущий инженер.
- Соковиков, Анатолий Дмитриевич, заместитель начальника цеха, — работник того же комбината;
- Алдохин, Николай Алексеевич, главный специалист Лимнологического института Сибирского отделения Российской академии наук;
- Гончаров, Алексей Иванович, заместитель главного инженера арендного проектного института «Сибгипробум».
- Сугоняев, Юрий Валерьянович, бывший главный инженер того же института;
- Никитин, Яков Викторович, кандидат технических наук, заведующий кафедрой Санкт-Петербургского государственного технологического университета растительных полимеров;
- Григорьева, Нина Кирилловна, руководитель научно-технического коллектива акционерного общества «Всероссийский научно-исследовательский институт целлюлозно-бумажной промышленности».

За цикл работ «Нитроксильные радикалы имидазолина»
- Володарский, Леонид Борисович, доктор химических наук, заведующий лабораторией Новосибирского института органической химии Сибирского отделения Российской академии наук.
- Григорьев, Игорь Алексеевич, доктор химических наук, ведущий научный сотрудник.
- Резников, Владимир Анатольевич, доктор химических наук, ведущий научный сотрудник, — работник того же института;
- Овчаренко, Виктор Иванович, доктор химических наук, заведующий лабораторией Международного томографического центра.
- Сагдеев, Ренад Зиннурович, член-корреспондент Российской академии наук, директор того же центра;
- Ларионов, Станислав Васильевич, кандидат химических наук, заведующий лабораторией Института неорганической химии Сибирского отделения Российской академии наук;
- Храмцов, Валерий Владимирович, доктор химических наук, старший научный сотрудник Института химической кинетики и горения Сибирского отделения Российской академии наук.

За разработку новой конструкции и внедрение системы гибких технологий серийного производства базовой модели самозарядного охотничьего ружья ТОЗ-87
- Бабанин, Николай Васильевич, ведущий конструктор акционерного общества «Тульский оружейный завод».
- Бабахин, Валентин Николаевич, заместитель генерального директора.
- Князев, Игорь Борисович, заместитель главного инженера — главный технолог.
- Трещев, Виктор Иванович, начальник цеха.
- Хрупачев, Александр Геннадьевич, заместитель главного технолога, — работник того же предприятия;
- Лазарев, Андрей Владимирович, заместитель директора Российского научно-исследовательского института импульсных тепловых машин.
- Тарасов, Михаил Александрович, доктор технических наук, директор того же института;
- Кокшаров, Станислав Иванович, начальник специального конструкторского бюро Ковровского механического завода.

За разработку металлургических основ и создание промышленного производства сверхпроводящих материалов второго поколения
- Дробышев, Валерий Андреевич, кандидат технических наук, начальник лаборатории Всероссийского научно-исследовательского института неорганических материалов имени академика А. А. Бочвара.
- Плашкин, Эдуард Иванович, старший научный сотрудник, — работник того же института;
- Шиков, Александр Константинович, доктор технических наук, заместитель директора отделения, — работник того же института;
- Метте, Виталий Леонидович, генеральный директор производственного объединения «Ульбинский металлургический завод»;
- Катаев, Ростик Смаилович, кандидат технических наук, главный инженер завода «Кристалл»;
- Круглов, Виталий Сергеевич, кандидат технических наук, ведущий научный сотрудник Российского научного центра «Курчатовский институт»;
- Дедов, Олег Анатольевич, начальник цеха производственного объединения «Чепецкий механический завод»;
- Осколков, Евгений Анатольевич, начальник цеха Кирсинского кабельного завода.